# Нурдин, Йёрдис
Йёрдис Маргарета Нурдин (швед. Hjördis Margareta Nordin, в замужестве Халльквист, швед. Hallquist; род. 2 августа 1932, Лунд, Швеция) — шведская гимнастка, чемпионка мира, чемпионка Олимпийских игр 1952 года.

## Биография
В 1950 году в составе сборной победила на чемпионате мира. В 1952 году на Летних Олимпийских играх в Хельсинки шведки выиграли золотую медаль в командных упражнениях с предметом, опередив сборную СССР и Венгрии с результатом 74,2 балла. На Летних Олимпийских играх в Мельбурне в 1956 году сборная Швеции вновь набрала 74,2 балла и получила серебряную медаль. Нурдин была в резерве.
В 2014 году включена в Зал славы города Ландскруны.